# Pont de Can Vernet
El pont de Can Vernet és una part d'un aqüeducte gòtic de tres quilòmetres a Sant Cugat del Vallès construït molt probablement al segle xiv amb pedra de Campanyà per portar aigua des de la «mina dels Monjos» a Can Vullpalleres al monestir de Sant Cugat i la part baixa de la vila. El pont va ser declarat Bé Cultural d'Interès Nacional l'any 1979.
El pont sobre el torrent de Can Cornellera està format per tres arcs de mig punt i duia l'aigua en un canal tapat amb lloses fins a una cisterna al palau abacial. Amb la desamortització del monestir l'any 1835 va passar a ser propietat municipal. L'aigua de la mina prestà un servei essencial a la població fins a 1922. Segons una llegenda popular, molt semblant a la del port del pont del Diable a Hamburg, el pont fou construït pel diable en una nit, en bescanvi de l'ànima del primer ésser que el travessés, que a la desgràcia del diable, fou «un boc vell, banyut i sorneguer». A Hamburg el diable havia de contentar-se d'un conill.
Des del 1979 està catalogat com a bé d'interès nacional i el 1998 el pont fou restaurat i rehabilitat com a passera de vianants entre el carrer de la Mina i l'avinguda Vullpalleres. Les restes de l'últim tram de la canalització de l'aqüeducte es van trobar a la plaça d'Octavià en unes excavacions arqueològiques fetes l'any 2001.